# Constitutioneel referendum in Zambia (2016)
| Stemverhoudingen in % |
| --------------------- |
|                       |

Het constitutioneel referendum in Zambia in 2016 vond op 11 augustus plaats - tegelijktijdig met de algemene verkiezingen - en handelde over de vraag of de bevolking vóór de wijziging (uitbreiding) was van de burgerrechten clausule zoals vervat in het 3e deel van grondwet van Zambia en het herroepen en vervangen van artikel 79 van de grondwet.
Een meerderheid van een 70% stemde "ja" en was dus voorstander van amendering. Door de lage opkomst van 44% was het aantal geregistreerde kiezers "voor" slechts 24,61%, onder het wettelijke minimum van 50% waarna de kiescommissie de uitslag ongeldig verklaarde.

## Uitslag
| Keuze                             | Stemmen   | %     |
| --------------------------------- | --------- | ----- |
| "Ja"                              | 1.852.559 | 71,09 |
| "Neen"                            | 753.549   | 28,91 |
| Ongeldige stemmen/ blanco stemmen | 739.363   | 22,10 |
| Totaal                            | 3.345.471 | 100   |
| Geregistreerde kiezers/ opkomst   | 7.528.091 | 44,44 |
| Bron: ECZ                         |           |       |

Presidentsverkiezingen: 1968 · 1973 · 1978 · 1983 · 1988 · 1991 · 1996 · 2001 · 2006 · 2008 · 2011 · 2015 · 2016 · 2021

Parlementsverkiezingen: 1968 · 1973 · 1978 · 1983 · 1988 · 1991 · 1996 · 2001 · 2006 · 2011 · 2016 · 2021

Referenda: 1969 · 2016